# Manuel Jorge
Manuel Jorge est né le 2 janvier 1948 à Luanda (Angola) et mort le 24 juillet 2016 à Villepinte,. Après avoir été conseiller d'Agostinho Neto pendant la lutte pour l'indépendance de l'Angola, Manuel Jorge vit en France depuis 1974. Professeur à l'université Paris Descartes et avocat au barreau de Paris, il est un auteur de référence en droit international privé et a publié un manuel très utilisé de droit des affaires. Son expérience et son analyse de l'Angola l'ont également amené à publier un ouvrage sur l'évolution de ce pays dans la deuxième moitié du XXe siècle.

## Biographie

### Jeunesse
Après avoir effectué ses études secondaires au lycée Salvador Correia de Luanda, Manuel Jorge a intégré la Faculté de Droit de Coimbra (Portugal). Il s'est ensuite engagé dans la lutte pour l'indépendance de l'Angola.

### Activité diplomatique
Pendant la lutte pour la libération de l'Angola, Manuel Jorge a été représentant du Movimento Popular de Libertaqao de Angola (MPLA) en Italie avec le rang d'ambassadeur, et une accréditation auprès du Vatican. En tant qu'ambassadeur il a représenté le MPLA au Conseil de Sécurité des Nations Unies et au comité de décolonisation des Nations Unies en 1972, en 1973 et en 1974. Il a essayé d’établir un pont avec le Portugal pour créer les conditions de l'indépendance de l'Angola,,.

### Parcours universitaire

#### 1976-1979
- D.E.U.G. de Droit	: [Université Paris II - Panthéon Assas] - 1976
- Licence en Droit	: [Université Paris II - Panthéon Assas] - 1977
- Maîtrise en Droit	: [Université Paris II - Panthéon Assas] - 1978
- Certificat d’Études Judiciaires : [Université Paris II - Panthéon Assas] - 1978
- C.A.P.A.	: [Université Paris II - Panthéon Assas] - 1978
- D.E.A. en Droit International Privé et Droit du Commerce International : université Paris I – Sorbonne - 1979

#### 1979-1982
- Licencié en Droit de l'université de Coimbra (Portugal) – 1979
- Assistant à la Faculté d’Économie de Lisbonne de 1979 à 1981 (Instituto Superior de Ciências do Trabalho e da Empresa, ISCTE)
- Stage en Cabinet d’Avocat au Portugal – 1979-1982
- Assistant à la Faculté de Droit de l'université de Lisbonne – 1981-1982

#### 1983-1990
- Doctorat d’État en Droit : université Paris I – Sorbonne – 1988
- Avocat au Barreau de Paris – Février 1983-décembre 2013
- Chargé de Travaux Dirigés en Droit Civil à l'université Paris V – René Descartes –  1984-1986
- Collaborateur d’avocats au Conseil d’État et à la Cour de Cassation de 1984 à 1988
- Assistant associé à la Faculté de Droit de l'université Paris V – René Descartes– 1986-1990

#### 1990-2013
- Maître de conférences à l’université Paris V – René Descartes – 1990-2013
- Professeur à l’université Paris V – René Descartes – 2013

### Enseignement
Manuel Jorge a enseigné plusieurs matières, notamment : le Droit civil (famille, biens, principaux contrats, régimes matrimoniaux, sûretés) ; le Droit International Privé et le Droit du Commerce International ; le Droit commercial (fonds de commerce, sociétés, contrats commerciaux) ; le Droit du travail ; le Droit notarial et le Droit social européen.

## Principaux travaux

### Ouvrages
- Manuel Jorge, Droit des affaires, Paris : Armand Colin, 1999 [2ème édition, 2001].
- Manuel Jorge, Pour comprendre l'Angola : du politique à l’économique, Paris, Présence Africaine, 1998.

### Thèse
- Manuel Jorge, Les rattachements alternatifs en droit international privé, Thèse de doctorat d'État de droit, université Paris I – Sorbonne, 1988, disponible en ligne sur https://hal.archives-ouvertes.fr/tel-01116739/document.

### Articles
- « La promesse unilatérale de vente avec faculté de substitution (essai de synthèse) » - Petites Affiches – 1991
- « L’usufruit du conjoint survivant et l’assiette de l’impôt sur la fortune (à propos de l’arrêt rendu le 18 avril 1989 par la Cour de Cassation) » - Dalloz  - 1990
- « La facture en Droit Pénal des Affaires » - Petites Affiches – 1990
- « Contrat d’Agence et conflit de Lois en Droit International Privé Portugais » - Droit et Pratique du Commerce International – 1991
- « Rattachements alternatifs et principe de Proximité : les apports récents du Droit International Privé Portugais » - Actes du colloque sur le Droit International et le Droit Communautaire – Fondation Calouste Gulbenkian 1991
- Compte rendu de la Thèse de M. Marques Dos Santos sur « Les lois d’application immédiate en droit international privé » - Revue Critique de Droit International Privé – 1994
- « Sur les fondements de l’annulation de la cession des titres sociaux » - Petites Affiches – 1996
- « La construction de l’ordre public social européen : l’étape de Vilvorde » - JCP – 1997
- « La garantie financière des professionnels : l’enjeu d’une qualification » - Petites Affiches – 2000
- « La loi étrangère devant le juge du fond : office du juge et substitution » - Petites Affiches – 2000 – N° 148, p. 4 et s.
- « La codification du Droit privé en Angola (des codes portugais aux lois angolaises) » - Heidelberg – 2003
- « Droit public – Droit privé : enjeux de la codification angolaise » - Revista de direito e de legislação – 2005
- « La réception au Portugal du Code de commerce français » - Revista de direito e de legislação – 2006
- « Rattachements alternatifs et proximité dans les conventions récentes de droit international privé » - Revista de direito e de legislação – 2008